# 枚方市立長尾小学校
枚方市立長尾小学校（ひらかたしりつ ながおしょうがっこう）は、大阪府枚方市長尾北町3丁目にある公立小学校。

## 沿革
- 1977年（昭和57年）4月1日 - 枚方市立菅原小学校から分離し開校。

## 通学区域
- 北山1丁目、長尾家具町1丁目、長尾家具町2丁目、長尾家具町3丁目、長尾家具町4丁目、長尾家具町5丁目、長尾峠町、長尾北町1丁目（市道長尾春日線以西を除く。）、長尾北町2丁目（ 1709番地、1714番地、1716番地、1721番地、1723番地から1725番地まで、1774番地及び1775番地を除く。）、長尾北町3丁目、長尾荒阪2丁目、長尾元町6丁目（52番（7号を除く。）及び56番以上に限る。）、長尾元町7丁目（15番から70番までに限る。）[1]

※卒業後は基本的に枚方市立長尾中学校に進学する。